# Ceredig ap Gwallog
Ceretic d'Elmet (ou Ceredig ap Gwallog) est le dernier roi du royaume brittonique d'Elmet qui était situé dans l'actuelle région du West Yorkshire dans le  Nord de l'Angleterre à l'époque de la  Grande-Bretagne post-romaine.

## Biographie
Bède relève que  Hilda de Whitby (née vers 614), membre de la famille royale de Deira, est présente à la cour du roi Ceretic, après s'être enfuie de  Northumbrie à l'époque de l'usurpation de  Æthelfrith de Bernicie.  Bede présente Ceretic comme « Roi des Bretons », ce qui signifie peut-être seulement roi de Bretons de la région. Quand Edwin reprend le pouvoir en 617, Ceretic est expulsé, peut-être pour complicité dans l'empoisonnement d'Hereric, le père d' Hilda, et son royaume est annexé à la  Northumbrie. Il s'agit vraisemblablement du  Ceretic dont la mort est notée dans les  Annales Cambriae en 616  et dont la date exacte doit être 617 voire 619/625 ,. Les Annales du Yorkshire notent sa défaite par Edwin, et sa mort en 620.  Il est enfin identifié avec Ceredig ap Gwallog, des Hommes du Nord, dont le père  Gwallog ap Llaennog, est associé avec Elmet par le poète, Taliesin.